# Nairn (Luisiana)

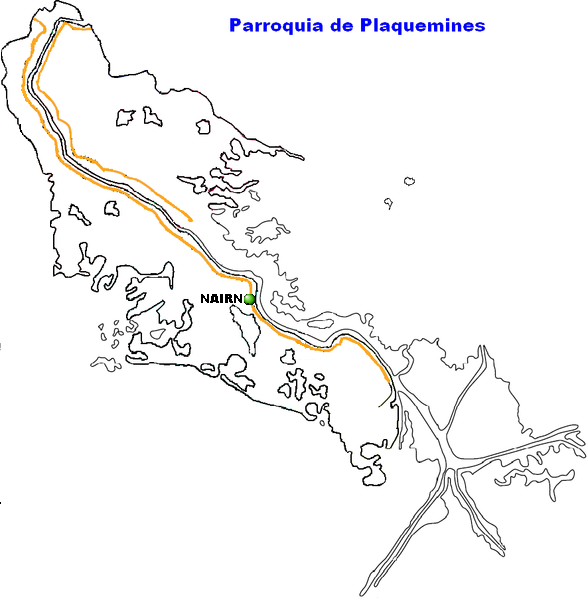
Localización de Nairn en el mapa de la Parroquia de Plaquemines.

Nairn es una localidad localizada sobre el delta del Misisipi, dentro de la parroquia de Plaquemines, en el estado de Luisiana, Estados Unidos.

## Geografía
Los sectores turísticos y grandes ciudades más cercanas, que se distinguen en los alrededores de la localidad Nairn, son Nueva Orleans, a aproximadamente 75 km y Belle Chasse a 70 km. El aeropuerto internacional más cercano es el (IAH) Houston George Bush Intercontinental Airport, que se encuentra a unos 557 km de la ciudad Nairn.
El establecimiento de Nairn se localiza en 29°25′40″N 89°36′39″O / 29.42778, -89.61083 (29,428; 89,611), su elevación sobre el nivel del mar es de cero pies.

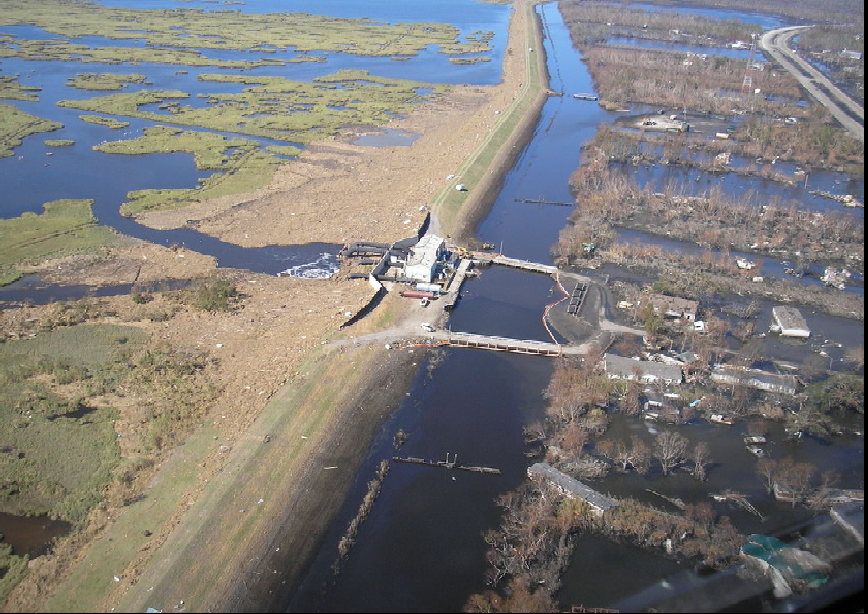
Nairn, después del paso del huracán Katrina.

## Población
Su población se estima en 1.135 habitantes.